# Anisaedus rufus
Anisaedus rufus es una especie de araña del género Anisaedus, familia Palpimanidae. Fue descrita por Albert Tullgren en 1905.

## Distribución
Esta especie es endémica de Argentina. Se encuentra en las provincias de Formosa, Salta, Santiago del Estero, Catamarca, La Rioja y San Juan.

## Descripción
El holotipo hembra mide 8,5 mm.
Los machos miden entre 7,09 y 7,88 mm y las hembras entre 7,70 y 10,04 mm.